# اشتات‌لنگزفلد
شهر اشتات‌لنگزفلد (به آلمانی: Stadtlengsfeld) در ایالت تورینگن در کشور آلمان واقع شده‌است.